# 姜溥
姜溥（1456年—？），字希廣，直隸廣德州人，民籍，明朝政治人物。

## 生平
成化十三年（1477年）丁酉科應天府鄉試第五名舉人。成化二十三年（1487年）中式丁未科會試第一百六十六名，三甲第一百九十六名進士。授嘉魚縣知縣。

## 家族
曾祖姜克銘，訓導；祖父姜處謙；父姜韶，前母丁氏、潘氏；母胡氏。严侍下。兄姜洪，監察御史。弟姜清、姜深、姜澄、姜渊。